# Daniel Lind Lagerlöf
Daniel Lind Lagerlöf (født Daniel Magnus Gösta Lind; 6. februar 1969, forsvundet siden 6. oktober 2011) var en svensk filminstruktør, manuskriptforfatter og producer, der formodes at være afdød. Blandt hans mest berømte værker er for eksempel tv-serien Skærgårdsdoktoren.

## Liv og karriere
Lagerlöf blev født i Stockholm den 6. februar 1969. Han begyndte sit arbejde som tv-assistent og instruerede sin første film i 1990. I 1997 begyndte han at arbejde på Skærgårdsdoktoren, en meget succesfuld dramaserie i både Sverige, Norge og Danmark, der kørte indtil 2000. Lagerlöf var desuden aktiv på tv-serien Beck og instruerede film som Det store gennembrud (1999) og Miffo (2003), ligesom han også var instruktørassistent på Bille Augusts Jerusalem (1996).
Lagerlöfs sidste projekt som instruktør var miniserien Bibliotekstjuven, som var skrevet af hans hustru Malin. De blev gift i 1997 og havde tre børn sammen.

## Forsvinden
Den 6. oktober 2011 forsvandt Lagerlöf under forberedelserne til den første film om Fjällbacka-mordene, der er baseret på Camilla Läckbergs kriminalromaner. Sammen med to andre filmfolk ledte han efter et sted at optage ved naturreservatet Tjurpannan udenfor Grebbestad i Bohuslän. Trioen gik hver sin retning og udforskede området, men Lagerlöf mødtes aldrig med gruppen igen som aftalt.
En mulig forklaring er, at Lagerlöf ved et uheld blev fanget af store bølger, der trak ham ud i havet, mens han gik på stejle klipper udenfor Tanumshede. Ingen vidner var i nærheden og eftersøgningen blev indstillet efter to dage uden resultat. Der er aldrig blevet fundet jordiske rester, og Lagerlöf betragtes stadig som afdød.